# 乃村工藝社本社ビル
乃村工藝社本社ビル（のむらこうげいしゃ ほんしゃビル）は、東京都港区台場に建つオフィスビルである。ディスプレイ業大手の乃村工藝社が本社を置く。

## 建築
新交通ゆりかもめのお台場海浜公園駅前に位置する。一団地認定制度により台場2丁目計画N棟として建設され、敷地の南側には賃貸オフィスビルの台場ガーデンシティビルが建設された。
正方形の細い格子の入ったガラスカーテンウォールと、その内側に見える非対称の白いブレースが外観の大きな特徴である。眺望や、低層部エントランス外周のピロティの通路の妨げにならないように配慮し、強度上必要のないブレースを除いて構造設計した結果このような配置になった。
乃村工藝社は2008年の本ビルへの移転以前は港区芝浦に清家清が設計した旧本社で事業を行っており、社員からの評価が高かったことから、エントランスホールの内階段や、駐車場から資材の搬入出が行いやすい地下1階のスタジオの空間構成は旧本社の考え方を踏襲している。旧本社では室内の窓から2mの位置に柱があり、その外側は打ち合わせスペースとして使われていた。新ビルでも、ミーティングスペースとデスクで個人作業を行うワークスペースとの間に間仕切りを設けず、各フロアをワンルームで使用している。ミーティングスペースは2層吹き抜けで、内階段を設けることで、上下のフロア間でも交流が生まれるような造りとした。旧本社では片側に集約されていた給湯室などの共用設備は分散配置され、社員同士が偶然出会う機会を創出し、知的創造を支援する。屋上は芝生を植えたルーフガーデンとし、スロープガーデンで最上階とつないでいる。
本建物は2008年に、グッドデザイン賞を受賞している。